# Вігазіо
Вігазіо, Віґазіо (італ. Vigasio, вен. Vigasio) — муніципалітет в Італії, у регіоні Венето,  провінція Верона.
Вігазіо розташоване на відстані близько 400 км на північ від Рима, 115 км на захід від Венеції, 15 км на південь від Верони.
Населення — 9955 осіб (2014).
Щорічний фестиваль відбувається 29 вересня. 

## Демографія
Населення за роками:

Станом на 1 січня 2023 року в муніципалітеті офіційно проживало 1048 іноземців з 52 країн, серед них 527 громадян країн Євросоюзу та 18 громадян України.

## Сусідні муніципалітети
- Буттап'єтра
- Кастель-д'Аццано
- Ізола-делла-Скала
- Ногароле-Рокка
- Повельяно-Веронезе
- Тревенцуоло
- Віллафранка-ді-Верона